# کنور جنوبی
کنور جنوبی (به انگلیسی: Kannur South) یک منطقهٔ مسکونی در بخش کنور کشور هند است.